# Hammerheart
Hammerheart  è il quinto album in studio del gruppo musicale black metal svedese Bathory, pubblicato nel 1990 dalla Tyfon Grammofon.

## Il disco
Continua il processo di passaggio dallo stile black al viking metal cominciato con Blood Fire Death due anni prima, lasciando comunque spazio all'incisività musicale.
È stato realizzato un videoclip per la traccia One Rode to Asa Bay, il cui video diventò uno dei più lunghi trasmessi su MTV. Diversi artisti - tra cui Fearbringer, Opera IX e Mystic Circle - hanno inciso una cover di questa canzone.
Varg Vikernes della one man band Burzum lo ha definito in assoluto, come il miglior lavoro dei Bathory.

## Tracce
1. Shores in Flames – 11:07
2. Valhalla – 9:33
3. Baptised in Fire and Ice – 7:57
4. Father to Son – 6:28
5. Song to Hall up High – 2:30
6. Home of Once Brave – 6:43
7. One Rode to Asa Bay – 10:23
8. Outro – 0:52

Nella versione rimasterizzata del 2003 le tracce 5 e 6 sono state unite

## Formazione
- Quorthon - voce, chitarra, percussioni, effetti
- Kothaar - basso
- Vvornth - batteria